# Чайкина, Жанат Ансабаевна
Жанат Ансабаевна Чайкина (каз. Жанат Аңсабайқызы Чайкина; род. 14 июня 1954, Иртышский район (Павлодарская область), Казахская ССР) — советская и казахская актриса кино и театра, театральный педагог. Заслуженная артистка Казахской ССР (1991).

## Биография
Родилась 14 июня 1954 года в селе Иртышск Иртышского района Павлодарской области.
В 1975 году окончила актёрское отделение Казахской национальной консерватории им. Курмангазы по специальности артист музыкальной драмы.
С 1975 по 1990 годы — актриса Талдыкорганского областного казахского драматического театра и один из основателей театра.
С 1990 по 2008 годы — ведущая актриса Павлодарского областного казахского музыкально-драматическом театре им. Ж. Аймауытова.
С 2008 года — ведущая актриса Казахского государственного академического музыкально-драматического театра им. Калибека Куанышбаева.

## Творчество
На сцене театров сыграла более 100 ролей, среди них: Күнімжан в спектакле «Кене хан» М. Басеркаулы, Торғын — «Күзеуде» А. Сейдимбекова, Корделия — «Король Лир» У. Шекспира, Ақтокты — «Ақан сері — Ақтокты» Г. Мусрепова, Қарагөз — «Қарагөз» М. Ауэзова, Соня — «Дядя Ваня» А. П. Чехова, Катерина — «Укрощение строптивой» У. Шекспира, Жузталак, Тоғжан — «Түнгі сары» и «Абай» М. Ауэзова и др. Снималась в кино: «Искупи вину» (1983) и «Бегущая мишень» (1990) и др.

## Награды и звания
- Заслуженная артистка Казахской ССР за выдающиеся заслуги в искусстве советского и казахского театра (1991)
- Орден Курмет (2015) за заслуги в развитии театрального искусства республики и высокое исполнительское мастерство[1][2]
- Медаль «Ветеран труда» (Казахстан 2016 года)
- Лауреат республиканского конкурса творческой молодежи (1978) и фестиваля «Жігер» (1988).